# Liz Kendall
Elizabeth Louise Kendall, detta Liz (Abbots Langley, 11 giugno 1971), è una politica britannica, membro del Partito Laburista. Dal 2010 siede nella Camera dei comuni per la circoscrizione di Leicester West, mentre dal 2024 è segretaria di Stato per il lavoro e le pensioni.

## Biografia

### Famiglia e studi
Kendall è nata e cresciuta nel villaggio di Abbots Langley nell'Hertfordshire, vicino a Watford. Suo padre era un alto funzionario della Banca d'Inghilterra e sua madre era un'insegnante di scuola elementare. Suo padre era anche un consigliere liberale locale e i suoi genitori l'hanno coinvolta nelle campagne locali da bambina. Entrambi i suoi genitori sono ora attivi sostenitori del Partito Laburista.
Dopo aver lasciato la scuola, è entrata alla Queens' College di Cambridge, dove ha capitanato la squadra di calcio femminile, e si è laureata all'Università di Cambridge.

### Attività politica
Nel 1992 aderisce al Partito Laburista, entrando alla Camera dei comuni nel 2010 come deputata. Dal 2011 al 2015 è stata Ministro ombra per la cura degli anziani nel governo Ombra guidato da Ed Miliband e Harriet Harman (ad interim).
Dopo le dimissioni di Ed Miliband come presidente del partito l'8 maggio 2015, si è candidata alla presidenza contro Jeremy Corbyn, Andy Burnham e Yvette Cooper e ha mantenuto la continuità con l'eredità di Tony Blair. Si è posizionata ultima, con il 4,5% dei voti, mentre Jeremy Corbyn è eletto leader del partito e leader dell'opposizione parlamentare con il 59,5%.
Kendall ha rassegnato le dimissioni dal Gabinetto Ombra in seguito all'elezione di Jeremy Corbyn come leader laburista nel settembre 2015. Ha sostenuto Owen Smith nel tentativo fallito di sostituire Jeremy Corbyn nelle elezioni della leadership del Partito laburista del 2016. Un anno dopo James Chapman, ex direttore delle comunicazioni presso HM Treasury sotto George Osborne, ha dichiarato: "Abbiamo davvero bisogno che Liz Kendall sia il leader di [un] nuovo partito di centro".  Chapman aveva già twittato le sue proposte per un nuovo partito politico centrista contrario alla Brexit, "The Democrats". Dopo essersi allontanata dalla politica in prima linea, Kendall è stata ospite regolare del programma di attualità della BBC "This Week" fino alla sua cancellazione nel luglio 2019.
Nell'aprile 2020, il nuovo leader laburista Keir Starmer ha nominato la Kendall ministro ombra per l'assistenza sociale, al di fuori del governo ombra.
Dopo le elezioni generali del 2024, che hanno visto la vittoria laburista, Liz Kendall è stata nominata segretaria di Stato per il lavoro e le pensioni all'interno del governo Starmer. Nelle stesse elezioni è riconfermata anche parlamentare.
Assunto il ruolo all'interno dell'esecutivo, è divenuta membro del consiglio privato.

## Vita privata
Kendall ha avuto una relazione con l'attore Greg Davies, terminata pochi mesi prima delle elezioni generali del 2015. Nel novembre 2021 Kendall ha annunciato che avrebbe preso il congedo di maternità nel 2022 poiché avrebbe avuto un bambino attraverso la maternità surrogata. Lei e il suo compagno hanno dato il benvenuto al figlio Henry nel gennaio 2022.